# 黒鉄
『黒鉄〈KUROGANE〉』（くろがね）は、冬目景による日本の漫画作品。『モーニングオープン増刊』（講談社）1996年2月5日号から1997年3月4日号まで連載し、その後掲載誌を『モーニング』（講談社）に移して1997年27号から2003年36・37合併号まで連載された。
2004年に休載する旨が発表されたが、最終掲載から約13年を経て『グランドジャンプ』（集英社）2017年5号より「黒鉄・改 KUROGANE-KAI」（くろがね・かい）と改題した上で連載を再開し2020年22号まで連載された。

## 概要
1993年に冬目景二（とうめけいじ）名義で描かれた読み切り「KUROGANE―クロガネ―」（アフタヌーン四季賞秋のコンテスト四季賞受賞作・『月刊アフタヌーン』（講談社）1994年1月号掲載）を第1話として、『モーニングオープン増刊』（講談社）1996年2月5日号から「黒鉄〈KUROGANE〉」（くろがね）のタイトルで連載を開始。冬目は幼い頃から「快傑ライオン丸」「変身忍者 嵐」「魔界転生」などといった特撮系時代劇や「木枯し紋次郎」のような股旅物時代劇を好んでおり、特撮ヒーロー物の感じや世捨て人のような感じの時代劇を描きたいと思ったのが執筆のきっかけであるという。なお当初は冬目が漫画家デビューした雑誌『コミックバーガー』（スコラ）にて発表する考えがあったが、同誌では史実に基づいた時代漫画の掲載が多く編集長に断られたため『月刊アフタヌーン』に前述の読み切りを投稿した経緯がある。
話数の数え方は第〇幕で、一部の幕は3話-6話（作中では第〇景）の小編に分かれる形態を採っている。『モーニングオープン増刊』から『モーニング』（講談社）へ移籍した後は各幕ごとにシリーズ連載の形で不定期に掲載され、2003年36・37合併号の掲載を最後に2004年9月発売の文庫版第3巻あとがきにて休載宣言が出されていた。単行本は全5巻（文庫版：全3巻）だが、未収録話として第十五幕「HOWL(獣道)」（『モーニング』2002年41号,42号,43号掲載）と第十六幕「DOUBLE CROSS(綾糸)」（『モーニング』2003年34号,35号,36・37合併号掲載）の計6話が存在する。
休載宣言から約12年後の2016年、『グランドジャンプ』（集英社）2016年23号に読み切り「黒鉄 KUROGANE」が掲載。この読み切りを序章に据え、同誌2017年5号より「黒鉄・改 KUROGANE-KAI」（くろがね・かい）と改題した上で月一連載で再開し2020年22号まで連載された。再開までに長いブランクがあるため設定の一部は意図的な改変をしているものの、前作の続編として主要キャラクターを変えずに執筆されている。このように休載期間がありながらも、1993年の読み切り掲載から25年以上続いた長期シリーズである。

## あらすじ

### 黒鉄〈KUROGANE〉
少年・迅鉄は、父親の敵討ちに端を発した様々な因果から、子供でありながらお尋ね者の渡世人となってしまい「人斬り迅鉄」とまで恐れられた。ある夜追っ手と相打ち死亡した……はずだったが、その死体は天才蘭学者源吉に拾われ、身体の半分をカラクリ仕掛けのサイボーグに改造され蘇生させられる。が、源吉の目的は迅鉄を利用してさる藩の重役に復讐をする事であった。結果、源吉は復讐を遂げるが死亡。以降、迅鉄は相棒の意思を持つ刀「銘刀・鋼丸」と共に各地を放浪することとなる。

### 黒鉄・改 KUROGANE-KAI
迅鉄と鋼丸の果て無き放浪は続く。謎の組織に狙われた迅鉄は誤って沢に落ちてしまい、記憶を失ってしまう。鋼丸は丹と行動を共にし迅鉄の行方を捜索するが、その道中でも組織の陰謀に関わることになる。第1話では迅鉄が過去を思い出す過程を用いて、前作の主要な出来事が断片的に描写される。

## 登場人物

### 主要人物
鋼の迅鉄（はがねのじんてつ）
主人公。子供ながら（単行本第2巻の時点で17歳くらい）凄腕で知られる渡世人。顔は鉄仮面で見えるのは左目のみ。右目は無く右目を隠すように布を額に巻いている。さらに腰に舶来品のガンベルトを巻き、そこに長脇差（鋼丸）を差して靴を履いている変わった出で立ち。普段はその上に合羽を着て三度笠をかぶり、相棒の鋼丸とともに各地を放浪している。手裏剣の代わりに歯車を投げる。
元々、絹里という町の職人の息子で、父親の敵討ちから役人を斬り更に追っ手を斬るうちに、いつの間にか子供ながら「人斬り迅鉄」の異名を持つお尋ね者の渡世人となってしまったという過去を持つ。そして賞金稼ぎ「犬追いの三太」の手にかかり死んだ所を蘭学者・源吉に拾われ、身体の半分を様々な武器仕込みのカラクリ仕掛けに改造され蘇生させられた（この設定は物語の進行とともに徐々に変わっており、第1話では迅鉄の身体で人として残っている物として左目と右腕のみであることが語られた上にハッキリと描写もされていたが、いつの間にか人の部分が増えていっている。当初は食事することも出来なかったが、「黒鉄・改 KUROGANE-KAI」では鉄仮面を外して食事を取るようになった）。声帯の作成を待たずして源吉が死亡したため話すことが出来ない。父親ゆずりなのか、木製品への彫刻が得意。
銘刀・鋼丸（めいとう・はがねまる）
迅鉄の相棒兼愛刀。元人間で武士だったが、親の敵討ちの際死んだところを迅鉄同様、源吉にカラクリ仕掛けの刀へと改造された。柄の部分に目を持ち、迅鉄が近くにいる時だけ話すことが出来る（「黒鉄・改 KUROGANE-KAI」では近くにいない場合であっても話せるようになった）。死亡した時に使えるパーツとして残っていたのは眼と脳だけで、脳は同じ時期に死に共に改造された迅鉄の頭の中にある。ゆえに2人は互いに考えていることが大体分かり、夢も共有する。普段は声帯を持たず話すことが出来ない迅鉄の口の代わりを務める。生きていた時の本名は藤波鋼丸（ふじなみ はがねまる）で、響（おと）という名の許婚がいた。
紅雀の丹（べにすずめのまこと）
貸元・赤ぎ一家の娘。常に男装をしており、えんじ色の合羽に房の付いた三度笠がトレードマーク。現在のところ迅鉄と鋼丸の正体を知る唯一の人物。迅鉄には劣るもののかなり腕が立ち、迅鉄を母の仇と狙い、後を付いて歩いていた。しかし幾度も刃を交えたり、またある時は協力し合っていく内に、純粋に剣士として迅鉄に勝つ事を望むようになる。喧嘩ゴマが得意で、行く先々で賭けを吹っかけている。
朱女（あやめ）
迅鉄の知り合いで、各地の賭場でイカサマ壺振りをしながら、流れ歩く生活している女。元大店の娘だが、悪い高利貸しの借金で一家離散。壺振りの境遇にまで堕ちたがその生活も性に合うということで性格は明るい。浮世絵描きをしている、生き別れの弟がいる。

### 渡世人
火渡りの錬司（ひわたりのれんじ）
渡世人で、迅鉄とは昔からの知り合い。顔の右半分にかなり大きな痣を持つ。紅雀の丹に「おとう」と呼ばれる人物で、腕が立ったが、卑怯な手に掛かり死亡。
蓮角の氷鋭（れんかくのひょうえ）
ナイフ大の小さな二刀を武器とする渡世人。体躯に恵まれず、速さを武器にこの世界を生き歩いている。

### その他
源吉（げんきち）
浪人だが、天才的な技術を持って知られた蘭学者。恋人を殺した奉行への復讐の為、迅鉄や鋼丸を作った。本懐は遂げるものの、部下に即座に切り捨てられ死亡する。モデルは平賀源内。
お月
迅鉄の幼馴染。ずっと迅鉄を想っていた。
麻紅（まこう）
名前の本当の読みは、「マーフォン」でどうやら日本人では無い模様。麻薬密売など様々な悪事に加担している怪しい女。
古河小宵（こが さよい）
渡世人・千羽（せんば）一家の頭、千羽の新次郎の娘で、「双刃新顕流」（そうはしんけんりゅう）の古河家へ養女として引き取られた。実父の仇を名目に道場を出て自由の身となる（渡世人になる）。名目とはいえ当初は仇である迅鉄を討とうしており、その腕前は丹、迅鉄と連戦しても難なく勝利する程。
風嶽（ふがく）
古河家の使用人。小宵が唯一心を開いている男で、常に付き従っている。常に冷静沈着で、感情的になりやすい小宵のブレーキ役でもある。

## 書誌情報
- 冬目景 『黒鉄〈KUROGANE〉』 講談社〈オープンKC〉→〈モーニングオープンKC〉[注 2]1996年 - 2001年、全5巻
  1. 1996年8月23日第一刷発行（8月21日発売[7]）、ISBN 4-06-338007-6 - 読み切り「KUROGANE―クロガネ―」を第1話として収録
  2. 1996年12月17日第一刷発行（12月14日発売[8]）、ISBN 4-06-338010-6
  3. 1998年2月23日第一刷発行（2月20日発売[9]）、ISBN 4-06-338015-7
  4. 1999年2月22日第一刷発行（2月19日発売[10]）、ISBN 4-06-338017-3
  5. 2001年10月23日第一刷発行（10月20日発売[11]）、ISBN 4-06-338022-X

  - （文庫版） 講談社〈講談社漫画文庫〉2004年、全3巻
    1. 2004年7月9日第1刷発行（同日発売[12]）、ISBN 4-06-360761-5
    2. 2004年8月10日第1刷発行（同日発売[13]）、ISBN 4-06-360768-2
    3. 2004年9月10日第1刷発行（同日発売[14]）、ISBN 4-06-360783-6
- 冬目景 『黒鉄・改 KUROGANE-KAI』 集英社〈ヤングジャンプ・コミックス・グランド〉2018年 - 2020年、全5巻
  1. 2018年3月24日第1刷発行（3月19日発売[15]）、ISBN 978-4-08-890768-0 - 読み切り「黒鉄 KUROGANE」を序章として収録
  2. 2019年4月24日第1刷発行（4月19日発売[16]）、ISBN 978-4-08-891132-8
  3. 2019年10月23日第1刷発行（10月18日発売[17]）、ISBN 978-4-08-891390-2
  4. 2020年7月22日第1刷発行（7月17日発売[18]）、ISBN 978-4-08-891681-1
  5. 2020年12月23日第1刷発行（12月18日発売[19]）、ISBN 978-4-08-891745-0